# Karl August Wilhelm Schneider
Karl August Wilhelm Schneider (* um 1825; † nach 1861) war ein preußischer Verwaltungsjurist und Landrat.
1848 wirkte Schneider als  Regierungsassessor in Stettin und von 1851 bis 1861 amtierte er als Landrat im Kreis Meseritz in der Provinz Posen.